# Peter Schimmel
Peter Schimmel (* 23. September 1941 in St. Ingbert; † 10. Juli 2022) war ein deutscher Illustrator und Maler.
Hans-Peter Schimmel fertigte seit den 1960er Jahren Cover- und Innenillustrationen für Kinder-, Jugend- und Schulbücher sowie Sachbücher (Ökologie) von Autoren wie Klaus Kordon, Horst Stern und Frederic Vester. Darüber hinaus gestaltete er Plakate und Werbung.
Peter Schimmel lebte in München.

## Auszeichnungen
- 1992: Das politische Buch, Preis der Friedrich-Ebert-Stiftung zusammen mit Klaus Kordon für Die Lisa – eine deutsche Geschichte.

## Bibliografie (Auswahl)

### Illustrationen zu Erzählungen
- Barbara Noack: Flöhe hüten ist leichter : heitere Geschichten. Langen Müller Verlag, München, Wien 1980, ISBN 3-7844-1802-3.

### Illustrationen zu Kinderbüchern
- Frederic Vester: Wasser = Leben – ein kybernetisches Umweltbuch mit 5 Kreisläufen des Wassers. Maier Verlag, Ravensburg 1987 (4. Aufl. 1991), ISBN 3-473-35597-6.
- Hermine König, Karl Heinz König, Karl Joseph Klöckner: Tut dies zu meinem Gedächtnis. Teil: Werkbuch zur Vorbereitung auf die Erstkommunion. Kösel-Verlag, München 1997, ISBN 3-466-50627-1.
- Klaus Kordon: Die Lisa – eine deutsche Geschichte. arsEdition, Zug und München 1991, ISBN 3-7607-7681-7; Neuausgaben: Beltz & Gelberg, Weinheim 2002, ISBN 3-407-79288-3 sowie 2007, ISBN 3-407-76057-4.

### Illustrationen zu Sachbüchern
- Manfred Erren: Aratos: Phainomena, Sternbilder und Wetterzeichen. Griechisch-deutsch. Mit 23 Sternkarten von Peter Schimmel. Heimeran, München 1971, ISBN 3-7765-2106-6
- Erhard Gorys: Heimerans Küchenlexikon. Kochbuchverlag Heimeran, München 1975, ISBN 3-8063-1093-9; Neuausgaben: Das neue Küchenlexikon – von Aachener Printen bis Zwischenrippenstück. Mit ganzseitigen Schwarzweisstafeln von Peter Schimmel. dtv, München 1977, ISBN 3-423-03140-9; TB-Neuausgabe: 1994 (11. Aufl. 2007), ISBN 3-423-36008-9.
- Frederic Vester: Januskopf Landwirtschaft – der Boden, der uns nährt. Kösel-Verlag, München 1986, ISBN 3-466-11072-6.